# Eva Longoria
Eva Jacqueline Longoria, född 15 mars 1975 i Corpus Christi i Texas, är en amerikansk skådespelare, film- och TV-producent och regissör av mexikanskt ursprung. Longoria gjorde sin skådespelardebut i ett avsnitt av TV-serien Beverly Hills 2000. Hennes första större roll i en TV-serie var som Isabella Braña i The Young and the Restless 2001–2003. Hon hade 2006 en roll i Hotet inifrån, där hon spelar mot bland andra Michael Douglas. Mest känd som skådespelare är hon för sin roll som Gabrielle Solis i TV-serien Desperate Housewives 2004–2012. 
Longoria var 2002 till 2004 gift med skådespelaren Tyler Christopher. Från 2007 till 2011 var hon gift med basketspelaren Tony Parker. Sedan 2016 är hon gift med José Bastón, en mexikansk affärsman. Paret har en son, född 2018.

## Filmografi

### Skådespelare

#### Film
| År   | Titel                                             | Roll                           | Notering          |
| ---- | ------------------------------------------------- | ------------------------------ | ----------------- |
| 2003 | Snitch'd                                          | Gabby                          | Direkt till video |
| 2004 | Señorita Justice                                  | Kriminalpolis Roselyn Martinez | Direkt till video |
| 2004 | Carlita's Secret                                  | Carlita / Lexus                | Direkt till video |
| 2005 | Hustler's Instinct                                | Vanessa Santos                 | Kortfilm          |
| 2005 | Harsh Times                                       | Sylvia                         |                   |
| 2006 | Hotet inifrån                                     | Jill Marin                     |                   |
| 2007 | The Heartbreak Kid                                | Consuela Cantrow               |                   |
| 2008 | Over Her Dead Body                                | Kate Spencer                   |                   |
| 2008 | Lower Learning                                    | Rebecca Seabrook               |                   |
| 2011 | Without Men                                       | Rosalba Viuda de Patiño        |                   |
| 2011 | Arthur och julklappsrushen                        | De Silva                       | Röstroll          |
| 2012 | For Greater Glory (också känd som Cristiada)      | Tulita Gorostieta              |                   |
| 2012 | Foodfight!                                        | Lady X / Priscilla             | Röstroll          |
| 2012 | The Baytown Outlaws                               | Celeste Martin                 |                   |
| 2012 | Crazy Kind of Love                                | Marion Hughes                  |                   |
| 2013 | A Dark Truth                                      | Mia Francis                    |                   |
| 2013 | In a World...                                     | Eva Longoria (cameoroll)       |                   |
| 2013 | Out of the Blue                                   | Diana                          | Kortfilm          |
| 2014 | Frontera                                          | Paulina Ramirez                |                   |
| 2015 | Any Day                                           | Jolene                         |                   |
| 2015 | Visions                                           | Eileen                         |                   |
| 2016 | Lowriders                                         | Gloria Alvarez                 |                   |
| 2016 | Un Cuento de Circo & A Love Song                  | Angela                         |                   |
| 2018 | Overboard                                         | Theresa                        |                   |
| 2018 | Dog Days                                          | Grace                          |                   |
| 2019 | Dora and the Lost City of Gold                    | Elena Márquez                  |                   |
| 2020 | Sylvie's Love                                     | Carmen                         |                   |
| 2021 | Rita Moreno: Just a Girl Who Decided to Go for It | Sig själv                      | Dokumentärfilm    |
| 2021 | Baby-bossen 2: Familjeföretaget                   | Carol Templeton                | Röstroll          |
| 2022 | Unplugging                                        | Jeanine Dewerson               |                   |

#### TV-serier
| År        | Titel                                 | Roll                          | Notering |
| --------- | ------------------------------------- | ----------------------------- | --- |
| 2000      | Beverly Hills                         | Flygvärdinna #3               | 1 avsnitt: "I Will Be Your Father Figure"                                                                           |
| 2000      | General Hospital                      | Brenda Barretts dubbelgångare | 1 avsnitt |
| 2001–2003 | The Young and the Restless            | Isabella Braña                | Återkommande karaktär (148 avsnitt)                                                                                 |
| 2003–2004 | L.A. Dragnet                          | Kriminalpolis Gloria Duran    | Återkommande karaktär (10 avsnitt)                                                                                  |
| 2004      | The Dead Will Tell                    | Jeanie                        | TV-film |
| 2004–2012 | Desperate Housewives                  | Gabrielle Solis               | Huvudroll (180 avsnitt)                                                                                             |
| 2005      | Saturday Night Live                   | Sig själv                     | TV-program. 1 avsnitt: "Eva Longoria/Korn"                                                                          |
| 2006      | George Lopez                          | Brooke                        | TV-show. 1 avsnitt: "George Vows to Make Some Matri-Money"                                                          |
| 2008      | Childrens Hospital                    | Den nya chefen                | Webb-TV |
| 2010      | MTV Europe Music Awards 2010          | Sig själv / TV-värd           | TV-special |
| 2013      | Welcome to the Family                 | Ana Nunez                     | 1 avsnitt: "The Big RV Adventure"                                                                                   |
| 2013      | Simpsons                              | Isabel Gutierrez (röstroll)   | 1 avsnitt: "The Kid Is All Right"                                                                                   |
| 2013–2014 | Mother Up!                            | Rudi Wilson (röstroll)        | 13 avsnitt |
| 2014–2015 | Brooklyn Nine-Nine                    | Sophia Perez                  | 4 avsnitt (säsong 2)                                                                                                |
| 2015–2016 | Telenovela                            | Ana Sofia Calderón            | Huvudroll (11 avsnitt)                                                                                              |
| 2016      | Lip Sync Battle                       | Sig själv                     | Musik- och tävlingsprogram. 1 avsnitt: "Channing Tatum vs. Jenna Dewan-Tatum", "Eva Longoria vs. Hayden Panettiere" |
| 2016      | Devious Maids                         | Sig själv (cameoroll)         | 1 avsnitt: "Once More Unto the Bleach"                                                                              |
| 2016      | Maya & Marty                          | Olika roller, sig själv       | TV-show. 1 avsnitt: "John Cena, Nick Jonas, Eva Longoria and Ben Stiller"                                           |
| 2017      | Decline and Fall                      | Margot Beste-Chetwynde        | Miniserie |
| 2017      | Empire                                | Charlotte Frost               | 3 avsnitt: "Toil and Trouble" del 1 och 2, "Love Is a Smoke"                                                        |
| 2018      | Jane the Virgin                       | Sig själv (cameoroll)         | 1 avsnitt: "Chapter Seventy-Five"                                                                                   |
| 2018      | BoJack Horseman                       | Yolandas mor (röstroll)       | 1 avsnitt: "Planned Obsolescence"                                                                                   |
| 2019      | Grand Hotel                           | Beatriz Mendoza               | 3 avsnitt: "Dear Santiago", "Art of Darkness", "Curveball"                                                          |
| 2020      | Flipped                               | Fidelia                       | 3 avsnitt: "Escaping Bad Contracts", "Creative Difference", "Putting Clients First"                                 |
| 2020      | Game On: A Comedy Crossover Event     | Gia                           | 1 avsnitt (Netflix)                                                                                                 |
| 2022      | Familjen Proud: stoltare och starkare | Melrose Avanúñez (röstroll)   | 1 avsnitt: "Raging Bully" (Disney+)                                                                                 |

### Producent och regissör
| År        | Titel                                   | Notering                                                                |
| --------- | --------------------------------------- | ----------------------------------------------------------------------- |
| 2010      | The Harvest                             | Exekutiv producent, dokumentärfilm                                      |
| 2013      | Ready for Love                          | Exekutiv producent, realityserie                                        |
| 2013–2014 | Mother Up!                              | Exekutiv producent, animerad TV-serie                                   |
| 2013–2016 | Devious Maids                           | Exekutiv producent (TV-serie) och regissör (1 avsnitt, "Sprinkles")     |
| 2014      | John Wick                               | Producent, actionthrillerfilm                                           |
| 2014      | Food Chains                             | Exekutiv producent, dokumentärfilm                                      |
| 2015      | Go, Sebastien, Go!                      | Producent och regissör, dokumentärfilm                                  |
| 2015–2016 | Telenovela                              | Exekutiv producent (TV-serie) och regissör (1 avsnitt, "The Hurricane") |
| 2016      | Jane the Virgin                         | Regissör, TV-serie, 1 avsnitt: "Chapter Forty-Seven"                    |
| 2017–2018 | The Mick                                | Regissör, TV-serie, 2 avsnitt                                           |
| 2017–2019 | Black-ish                               | Regissör, TV-serie, 3 avsnitt                                           |
| 2018      | LA to Vegas                             | Regissör, TV-serie, 1 avsnitt: "#PilotFight"                            |
| 2019      | Grand Hotel                             | Exekutiv producent (TV-serie) och regissör (2 avsnitt)                  |
| 2020      | The Expanding Universe of Ashley Garcia | Regissör, TV-serie, 1 avsnitt: "No Scientific Basis Whatsoever"         |
| 2021      | Why Women Kill                          | Regissör, TV-serie, 1 avsnitt: "Scene of the Crime"                     |

## Priser och nomineringar
| År   | Pris                   | Kategori                                                                  | Verk                                                      | Resultat  |
| ---- | ---------------------- | ------------------------------------------------------------------------- | --------------------------------------------------------- | --------- |
| 2002 | ALMA Awards            | Outstanding Actress in a Daytime Drama                                    | The Young and the Restless                                | Vann      |
| 2005 | Screen Actors Guild    | Outstanding Performance by an Ensemble in a Comedy Series                 | Desperate Housewives (som en del av skådespelarensemblen) | Vann      |
| 2005 | Teen Choice Awards     | Choice TV Actress: Comedy                                                 | Desperate Housewives                                      | Nominerad |
| 2005 | Teen Choice Awards     | Choice TV Breakout Performance – Female                                   | Desperate Housewives                                      | Vann      |
| 2005 | People's Choice Awards | Favorite New TV Drama                                                     | Desperate Housewives (som en del av skådespelarensemblen) | Vann      |
| 2006 | Screen Actors Guild    | Outstanding Performance by an Ensemble in a Comedy Series                 | Desperate Housewives (som en del av skådespelarensemblen) | Vann      |
| 2006 | ALMA Awards            | Person of the Year                                                        | –                                                         | Vann      |
| 2006 | Golden Globe Awards    | Best Performance by an Actress in a Television Series – Musical or Comedy | Desperate Housewives                                      | Nominerad |
| 2007 | Bambipriset            | TV Series International                                                   | Desperate Housewives                                      | Vann      |
| 2007 | People's Choice Awards | Favorite Female TV Star                                                   | Desperate Housewives                                      | Vann      |
| 2007 | Screen Actors Guild    | Outstanding Performance by an Ensemble in a Comedy Series                 | Desperate Housewives (som en del av skådespelarensemblen) | Nominerad |
| 2007 | Teen Choice Awards     | Choice TV Actress: Comedy                                                 | Desperate Housewives                                      | Nominerad |
| 2008 | Screen Actors Guild    | Outstanding Performance by an Ensemble in a Comedy Series                 | Desperate Housewives (som en del av skådespelarensemblen) | Nominerad |
| 2009 | Screen Actors Guild    | Outstanding Performance by an Ensemble in a Comedy Series                 | Desperate Housewives (som en del av skådespelarensemblen) | Nominerad |
| 2010 | Teen Choice Awards     | Choice Female Red Carpet Icon                                             | –                                                         | Nominerad |